# براندون دیکسون
براندون دیکسون (انگلیسی: Brandon Dickson؛ زادهٔ ۳ نوامبر ۱۹۸۴) بازیکن بیس‌بال اهل ایالات متحده آمریکا است.
از باشگاه‌هایی که در آن بازی کرده‌است می‌توان به سنت لوئیس کاردینالز اشاره کرد.
وی در مسابقات کشوری و بین‌المللی در مجموع برندهٔ ۱ مدال نقره شده‌است.